# 大池镇 (镇巴县)
大池镇，是中华人民共和国陕西省汉中市镇巴县下辖的一个乡镇级行政单位。

## 行政区划
大池镇下辖以下地区：
大池坝村、瓦石村、胡家坪村、茶园河村和迎春村。